# Sinankylosaurus
Sinankylosaurus zhuchengensis is een plantenetende ornithischische dinosauriër, behorende tot de Ankylosauria, die tijdens het late Krijt leefde in het gebied van het huidige China.

## Vondst en naamgeving
In 2008 vonden er grootschalige paleontologische opgravingen plaats in de provincie Shandong, in Longgujiang, bij het dorp Zangjiazhuang langs de weg naar Longdu. Daarbij werd, naast tienduizenden andere dinosauriërfossielen van Hadrosauridae, Tyrannosauridae en Sauropoda, ook een stuk darmbeen gevonden van een ankylosauriër.
In 2020 werd de typesoort Sinankylosaurus zhuchengensis benoemd en beschreven door Wang Kebai, Zhang Yanxia, Chen Jun, Chen Shuqing en Wang Peiye. De geslachtsnaam verbindt verwijzingen naar China en de ankylosauriërs. De soortaanduiding verwijst naar de Zhuchenglagen.
Het holotype, ZJZ-183, is gevonden in lagen van de Wangshigroep die dateren uit het Campanien, ongeveer vijfenzeventig miljoen jaar oud. Het bestaat uit een goed bewaard voorblad van een rechterdarmbeen. Het achterblad en de zone rond het heupgewricht zijn beschadigd. Het maakt deel uit van de collectie van het Zucheng Dinosaur Culture Research Center.

## Beschrijving

### Grootte en onderscheidende kenmerken
Het darmbeen heeft een geschatte onbeschadigde lengte van vijfenzestig centimeter. Dat wijst op een kleine tot middelgrote lichaamsomvang voor een ankylosauriër. De beschrijvers vergeleken de lengte met die van Crichtonsaurus bohlini die zo'n vier meter lang werd.
De beschrijvers gaven enkele onderscheidende kenmerken aan. Het voorblad maakt meer dan twee derden uit van de totale lengte van het darmbeen. Het voorblad is achteraan breed. Een sterke insnoering in het voorblad leidt tot een plotse overgang in breedte tussen het voorste en achterste deel. Een duidelijk verschil met Pinacosaurus zou liggen in het ontbreken van richels op de onderrand.

### Skelet
De grote relatieve lengte van het voorblad en de beperkte zone van het heupgewricht werden als argumenten gebruikt dat het überhaupt om een ankylosauriër gaat. De kromming van het fossiel zou ten dele veroorzaakt zijn door vervorming tijdens het fossiliseringsproces. Het darmbeen loopt taps naar voren toe waarbij er zich een knik voordoet tussen het bredere achterste deel van het voorblad en een smallere punt die plots naar buiten draait. Daarbij vermindert de breedte zich van veertig naar vijftien centimeter. In bovenaanzicht is de buitenzijde van het blad tamelijk recht, de binnenzijde iets gewelfd. Bovenaan loopt een richel van de buitenrand naar de binnenrand. Op de onderrand ligt een ronde put. Hoewel beschadigd, is het achterblad duidelijk korter dan het voorblad.

## Fylogenie
De beschrijvers plaatsten Sinankylosaurus als een Ankylosauria incertae sedis. Een exacte kladistische analyse voerden ze niet uit. Het lange voorblad suggereerde een positie in de Ankylosauridae in plaats van de Nodosauridae maar gezien de onzekere situatie op dat punt bij basale Ankylosauria zagen ze dat niet als een doorslaggevend argument. Alleen goed schedelmateriaal zou dit vraagstuk kunnen oplossen. Ze wezen wel op overeenkomsten tussen de Chinese en Noord-Amerikaanse faunae van het Campanien wat de kans zou vergroten dat Sinankylosaurus aan Amerikaanse vormen verwant was.